# 四碘化锗
四碘化锗是一种无机化合物，化学式为GeI4。它可由锗和碘反应或二氧化锗和57%氢碘酸反应得到：
GeO2 + 4 HI → GeI4 + 2 H2O
它和四烃基锡在250 °C反应，生成R2SnI2和R2GeI2（R= Et, Bu, Ph）。它和锗、硫在高温下发生化合反应，生成红色的GeSI2和橙色的Ge2S3I2。它和九羰基二铁于130 °C在离子液体（[BMIm]Cl/AlCl3）中反应，可以得到Ge12[Fe(CO)3]8I4。
12 GeI4 + 15 Fe2(CO)9 → Ge12[Fe(CO)3]8I4 + 22 FeI2 + 111 CO↑